# Martin Dorp
Martinus Dorpius (eigentlich Maarten Bartholomeus van Dorp (Maal van Dorp)), (* um 1485 in Naaldwijk (Westland); † 31. Mai 1525 in Löwen) war ein niederländischer Humanist, Theologe und Hochschullehrer an der Universität von Löwen.

## Leben
Martin Dorp war der Sohn von Bartholomeus Heyndriksz van Dorp (1440–1520), einem Verwalter der Abtei von Egmond, und dessen Frau Baertgen Willems Hoeck (um 1440–1508), die Familie hatte noch zwei weitere Kinder: Machteld Bartholomeus van Dorp (um 1475–1524) und Willem Bartholomeus van Dorp (um 1470–1526). Dorpius besuchte wahrscheinlich die Hieronymus-Schule in Utrecht, wo ihn Hinne Rode unterrichtete. Am 4. Dezember 1501 wurde er als Student in Löwen registriert. An der Universität Löwen erhielt er Unterricht unter anderem von Johannes Despauterius (1480–1520) und genoss den Schutz von Meinard Man, dem Abt von Egmond. Während des Aufenthalts in Löwen von 1501 bis 1504 lernte er Desiderius Erasmus kennen und freundete sich mit ihm an.

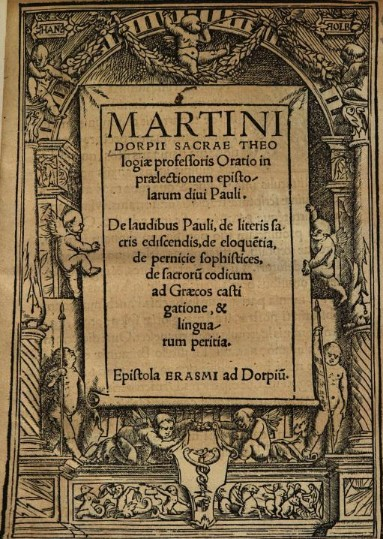
Martinus Dorpius, das Titelblatt der „Oratio in praelectionem epistolarum divi Pauli“, Antwerpen 1519

Zum Magister artium wurde Dorp am 2. April 1504 erhoben. Durch sein Studium beherrschte er die lateinische Grammatik, die Rhetorik, die Dialektik und die Grundlagen der Musik als Bestandteile der Sieben Freien Künste. Van Dorp latinisierte seinen Namen wie viele weitere Humanisten zu „Martinus Dorpius“.
Dorpius begann Latein an einer pädagogischen Einrichtung in Löwen, dem Paedagogium Lilii, zu unterrichten, setzte aber auch seine theologischen Studien fort. Ab 1508 lehrte er zusätzlich Philosophie. Dorpius begann auch Gedichte zu schreiben, die 1509 und 1513 veröffentlicht wurden. Im Jahre 1510 erwarb er den Grad des Baccalaureus in Theologie und schloss sein theologisches Studium 1513 ab. Er gehörte zu den ersten neo-lateinischen Drama-Autoren in den Niederlanden. Dorpius korrespondierte weiterhin mit Erasmus, besonders nach der Veröffentlichung von dessen Werk Lob der Torheit, das er verteidigte. Zunächst wurde Dorp im Jahre 1511 als Pfarrer in Overschie tätig und dann um 1513 Kaplan in Noordwijk.
Im Jahr 1514 wurde Dorpius in Theologie promoviert und begann an der Universität zu unterrichten. Bald erlebte Dorpius in seiner Person und seiner Arbeit eine wachsende Spannung zwischen Humanismus und Theologie. Zuerst war er ein Gegner der von Erasmus entwickelten Methode zum Studium des auf Griechisch verfassten Neuen Testaments und bat seinen Freund, es nicht zu veröffentlichen. Später aber änderte er seine Meinung und erkannte den außergewöhnlichen Wert. Aus diesem Grund kam Dorpius in Schwierigkeiten mit seiner Fakultät, sodass seine Ernennung zum ordentlichen Professor verschoben wurde. Um die Mitglieder seiner Fakultät zu beschwichtigen, wies er auf die Unzulänglichkeiten der Arbeit von Erasmus hin. Im Jahre 1519 wurde die Freundschaft zwischen Dorpius und Erasmus wieder hergestellt und Dorpius schließlich doch zum Hochschullehrer ernannt.
Dorpius war als Lutheraner bekannt. In seiner Apologia verteidigte er seine Einwände gegen die Verurteilung von Martin Luther im Jahre 1521 auf dem Reichstag zu Worms. Im Jahre 1523 wurde Dorpius zum Rector magnificus seiner Universität bestimmt. Eine Aufgabe, die er nur kurze Zeit ausfüllen konnte, er starb im Jahre 1525.
Darüber hinaus gibt es 49 Briefe von und an Erasmus, Franciscus van Cranevelt (1485–1564), Frans van Busleyden und Beatus Rhenanus.
Juan Luis Vives verfasste ein Gedicht zu seinen Ehren, das 1528 veröffentlicht wurde.

## Werke (Auswahl)
- Oratio de laudibus sigillatim cuiusque disciplinarum, Leuven 1513, Dirk Martens (Drucker)
- Concio de diue virginis deiparae in coelum assumptione, Leuven 1514, Dirk Martens
- Dialogus in quo Venus & Cupido omnes adhibent versutias...,  Leuven 1514, Dirk Martens
- Oratio in praelectionem epistularum diui Pauli, Antwerpen 1519